# Барбадос на летних Олимпийских играх 2012
Барбадос принимал участие в летних Олимпийских играх 2012 года, которые проходили в Лондоне (Великобритания) с 27 июля по 12 августа, где его представляли 6 спортсменов в трёх видах спорта. На церемонии открытия Олимпийских игр флаг Барбадоса нёс бегун Райан Брэтуэйт, а на церемонии закрытия — дзюдоист Кайл Максвелл.
На летних Олимпийских играх 2012 Барбадос не сумел завоевать ни одной олимпийской медали. На эти Игры впервые с 1968 года за команду Барбадоса не выступала ни одна женщина. Основные надежды на завоевание медали возлагались на знаменосца Райана Брэтуэйта, для которого это была уже третья Олимпиада. Однако он занял лишь пятое место в финале на дистанции 110 метров с барьерами.

## Состав и результаты

### Дзюдо
Кайл Максвелл не принимал участие в первом раунде. В 1/16 финала Максвелл проиграл японцу Рики Накайя со счётом 0001:0100.
Мужчины
| Соревнование | Спортсмены    | 1/32 финала        | 1/16 финала              | 1/8 финала           | Четвертьфинал        | Полуфинал            | Финал                | Место |
| Соревнование | Спортсмены    | Соперник Результат | Соперник Результат       | Соперник Результат   | Соперник Результат   | Соперник Результат   | Соперник Результат   | Место |
| ------------ | ------------- | ------------------ | ------------------------ | -------------------- | -------------------- | -------------------- | -------------------- | ----- |
| до 73 кг     | Кайл Максвелл | Не участвовал      | JPNР. Накайя П 0001:0100 | Завершил выступление | Завершил выступление | Завершил выступление | Завершил выступление | 16    |

### Лёгкая атлетика
Мужчины
Беговые виды
| Соревнование           | Спортсмены     | Отборочный раунд | Отборочный раунд | Отборочный раунд | Четвертьфинал | Четвертьфинал | Четвертьфинал | Полуфинал            | Полуфинал            | Полуфинал            | Финал                | Финал                |
| Соревнование           | Спортсмены     | Забег            | Результат        | Место            | Забег         | Результат     | Место         | Забег                | Результат            | Место                | Результат            | Место                |
| ---------------------- | -------------- | ---------------- | ---------------- | ---------------- | ------------- | ------------- | ------------- | -------------------- | -------------------- | -------------------- | -------------------- | -------------------- |
| 100 метров             | Рамон Гиттенс  | Не участвовал    | Не участвовал    | Не участвовал    | 5             | 10,35         | 6             | Завершил выступление | Завершил выступление | Завершил выступление | Завершил выступление | Завершил выступление |
| 110 метров с барьерами | Райан Брэтуэйт | 5                | 13,23            | 2                | Не проводится | Не проводится | Не проводится | 2                    | 13,23                | 2                    | 13,40                | 5                    |
| 110 метров с барьерами | Греггмар Свифт | 4                | 13,62            | 5                | Не проводится | Не проводится | Не проводится | Завершил выступление | Завершил выступление | Завершил выступление | Завершил выступление | Завершил выступление |
| 110 метров с барьерами | Шейн Брэтуэйт  | 6                | DNF              | DNF              | Не проводится | Не проводится | Не проводится | Завершил выступление | Завершил выступление | Завершил выступление | Завершил выступление | Завершил выступление |

### Плавание
Мужчины
| Соревнование                     | Спортсмены  | Отборочный раунд | Отборочный раунд | Отборочный раунд | Полуфинал            | Полуфинал            | Полуфинал            | Финал                | Финал                | Итоговое место |
| Соревнование                     | Спортсмены  | Заплыв           | Результат        | Место            | Заплыв               | Результат            | Место                | Результат            | Место                | Итоговое место |
| -------------------------------- | ----------- | ---------------- | ---------------- | ---------------- | -------------------- | -------------------- | -------------------- | -------------------- | -------------------- | -------------- |
| 100 метров на спине              | Брэдли Элли | 1                | 56,27            | 1                | Завершил выступление | Завершил выступление | Завершил выступление | Завершил выступление | Завершил выступление | 40             |
| 200 метров комплексным плаванием | Брэдли Элли | 2                | 2:00,85          | 3                | Завершил выступление | Завершил выступление | Завершил выступление | Завершил выступление | Завершил выступление | 22             |
| 400 метров комплексным плаванием | Брэдли Элли | 1                | 4:21,32          | 1                | Не проводится        | Не проводится        | Не проводится        | Завершил выступление | Завершил выступление | 25             |